# Sinantherina triglandularis
Sinantherina triglandularis är en hjuldjursart som beskrevs av Arora 1963. Sinantherina triglandularis ingår i släktet Sinantherina och familjen Flosculariidae. Inga underarter finns listade i Catalogue of Life.